# Windows XP 64-bit Edition
O Windows XP 64-Bit Edition foi projetado para executar na família Intel Itanium de microprocessadores, utilizando-se de seu modo  IA-64 nativo.
Foram lançadas duas versões do Windows XP 64-Bit Edition:
- Windows XP 64Bit Edition para sistemas Itanium, edição 2002 – Baseado no código do Windows XP, que foi lançado em 2001.[carece de fontes?]
- Windows XP 64-Bit Edition, edição 2003 – Baseado no código do Windows Server 2003, adicionou suporte ao processador Itanium 2, foi lançado em Março de 2003.[1]

Esta edição foi descontinuada no início de 2005, após a Hewlett Packard, a última distribuidora de estações de trabalho baseadas no Itanium, ter cessado as vendas de estações de trabalho baseadas neste processador. Desde Julho 2005, o Windows XP 64-Bit Edition teve seu suporte encerrado, e não houve mais atualizações de segurança.[carece de fontes?].
O Windows XP 64-Bit Edition não foi lançado no mercado como mais uma das edições do Windows XP, mas sim como uma edição separada desenvolvida exclusivamente para o processador Itanium e suas instruções de 64 bits. Em sua maior parte, é análogo ao Windows XP Professional, entretanto diversas tecnologias mais antigas tais como  DAO, Jet database, NTVDM e Windows on Windows não estão mais presentes. Suporte para MS-DOS e Win16 também está ausente. A versão original também não traz diversas aplicacões de mídia, como o Windows Media Player, NetMeeting, Windows Movie Maker, e gravação de CD integrada. O suporte ao NetMeeting e Windows Media Player foi adicionado na versão 2003.
Assim como outras edições portadas do Windows (Windows NT 4.0 for PowerPC, MIPS R4x00, e Alpha) o Windows XP 64-Bit Edition é capaz de executar código legado (neste caso, aplicativos x86 32-bit) através do susbstema de emulação WOW64 (Windows-on-Windows 64-bit). Apesar dos processadores Itanium possuírem um chip integrado para decodificação de instruções IA-32, este recurso foi considerado demasiado lento para uso sério (rodava em torno de 400 MHz), de modo que a Microsoft e a Intel optaram por escrever um software tradutor de 32 para 64 bits. Este software permite tradução em tempo real de instruções x86 32-bit para instruções IA-64, permitindo rodar aplicações de 32 bits (ainda que significativamente mais lento que rodando aplicações nativas para IA-64)